# Bromičnan draselný
Bromičnan draselný (chemický vzorec KBrO3) je bílá krystalická látka rozpustná ve vodě. Je to silné oxidační činidlo, které se při zahřátí na teplotu tání rozkládá za uvolnění kyslíku. Díky své stálosti na vzduchu (není hygroskopický) se využívá jako základní látka v analytické chemii v bromátometrii ke stanovování iontů antimonu, arsenu a zinku.

## Příprava
Připravuje se reakcí bromu s horkým roztokem hydroxidu draselného. Reakce je vratná, takže změnou reakčních podmínek (okyselením) lze z bromidu draselného a bromičnanu draselného získat zpátky brom:
3 Br2 + 6 KOH ↔ KBrO3 + 5 KBr + 3 H2O
Další možnost přípravy je disproporcionace bromnanu draselného na bromičnan draselný a bromid draselný:
3 KBrO → KBrO3 + 2 KBr
nebo oxidací bromidu draselného chlorečnanem draselným:
KClO3 + KBr → KBrO3 + 2 KCl

## Použití
Bromičnan draselný se používá spolu s bromidy k laboratorní přípravě vodného roztoku bromu:
2 KBrO3 + 4 KBr + 3 H2SO4 → Br2 + K2SO4 + 3 H2O

### V potravinářství
V potravinářství se používá k vylepšování mouky, k posilování těsta umožňující intenzivnější kynutí chleba jako přídatná látka pod označením E924 (v ČR je zakázaný). Při použití nadměrného množství a nedokonalém vypečení mohou zbýt zdraví škodlivá rezidua. Patří do skupiny 2B - potenciálně kancerogenní pro lidi (podle IARC).